# Marruvium
Koordinaten: 42° 0′ N, 13° 37′ O
Marruvium (altgriechisch Μαρούιον Maroúion) war die wichtigste Stadt des italischen Stamms der Marser. Sie lag an den östlichen Ufern des 1875 vollständig trockengelegten Fuciner Sees (Fucinus Lacus), südlich von Cerfennia. Zunächst wurde sie als Vicus, und erst im Laufe des 1. Jahrhunderts v. Chr. als Municipium bezeichnet. Heute liegt dort San Benedetto dei Marsi.

## Gebäude

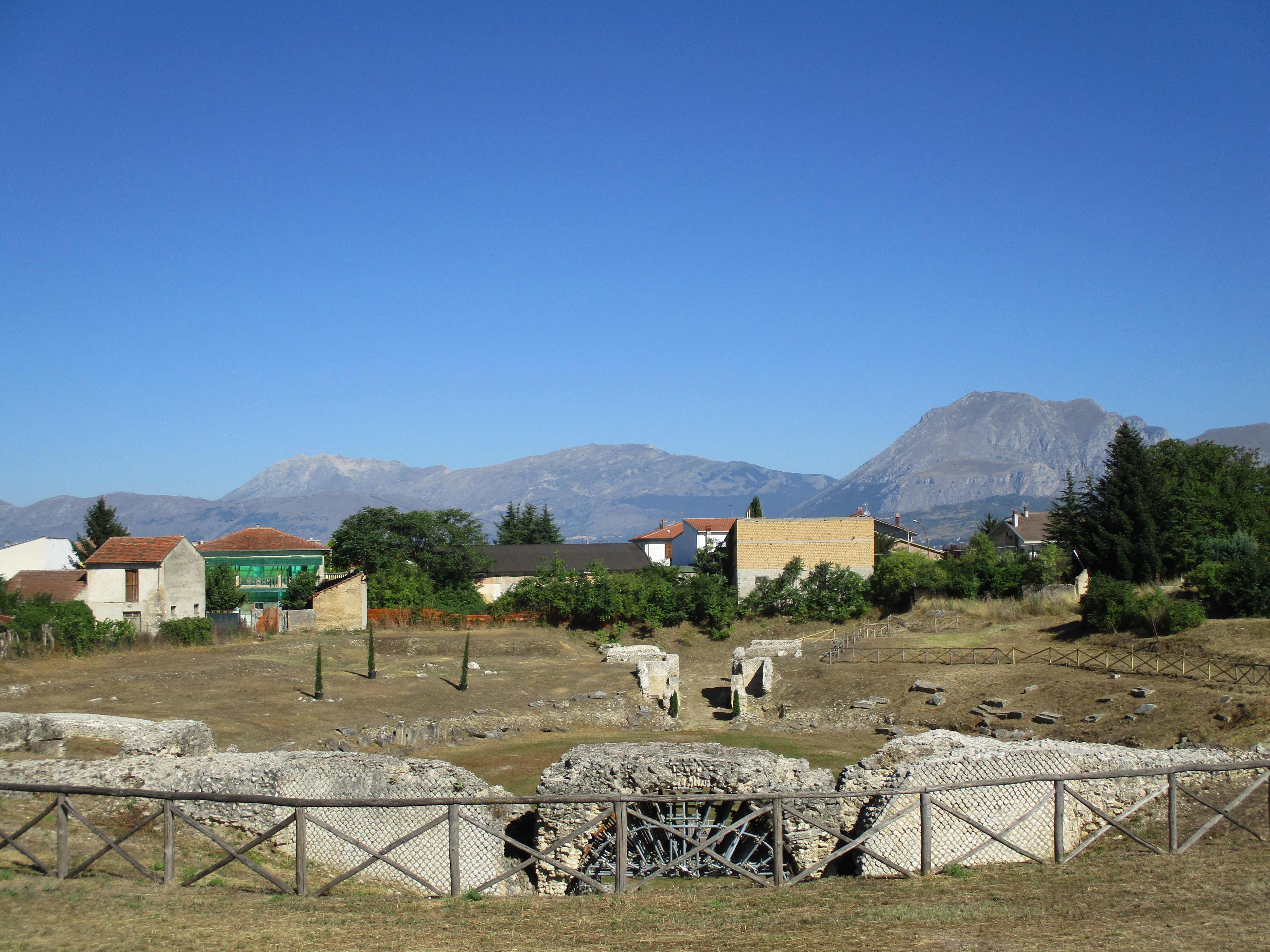
Amphitheater von Marruvium

Heute sind Überreste von öffentlichen Gebäuden (darunter ein Amphitheater und zwei Monumentalgräber) erhalten. Nur durch Funde beschrifteter Statuen der Claudischen Familie ist bekannt, dass um 50 n. Chr. ein Theater auf dem Gebiet des durch Claudius tw. trockengelegten Fuciner Sees westlich der Stadt stand.

## Kult
Inschriftlich bezeugt sind die Kulte der Venus, der Minerva, der Penates, des Vertumnus und der Bona Dea.

## Epigrafik
Mehrere Inschriften aus republikanischer Zeit sind im Stadtgebiet und im Umland erhalten. Darunter bezeugt eine Weihinschrift auf einem Cippus die marsische Sprache.